# Старе Кейкути
Старе Кейкути (пол. Stare Kiejkuty) — село в Польщі, у гміні Щитно Щиценського повіту Вармінсько-Мазурського воєводства.
Населення — 158 осіб (2011).

## Демографія
Демографічна структура станом на 31 березня 2011 року:
|          | Загалом | Допрацездатний вік | Працездатний вік | Постпрацездатний вік |
| -------- | ------- | ------------------ | ---------------- | -------------------- |
| Чоловіки | 80      | 12                 | 62               | 6                    |
| Жінки    | 78      | 16                 | 40               | 22                   |
| Разом    | 158     | 28                 | 102              | 28                   |